# Hyphalosaurus
A Hyphalosaurus a Choristodera rend egyik kihalt neme, amely a kora kréta időszakban (körülbelül 130-120 millió évvel ezelőtt) élt Kínában, a Jehol Csoport területén. Két faja vált ismertté, a Yixian (Jihszien) Formációból származó H. lingyuanensis és a Jiufotang Formációból ismert H. baitaigouensis.
A holotípus fosszíliáját őrző lemez két darabja különböző kutatócsoportokhoz került. Mindkettő leírást készített a taxonról és egymástól függetlenül publikálta az eredményeket, így az állat két nevet kapott. Gyorsan felismerték, hogy a Sinohydrosaurus és a Hyphalosaurus egymás tükörképe, és valójában ugyanaz az állat. A Sinohydrosaurus a Hyphalosaurus fiatalabb szinonimájává vált, mivel az előbbi nevet az utóbbinál később publikálták.
A Hyphalosaurus fosszíliája aránylag elterjedt a Yixian Formációban. Az állat egész növekedési sorozata ismert az embriótól a teljesen kifejlett felnőttig. A felnőtt példányai elérték a 0,8 méteres hosszúságot.
Vízi életmódot folytatott, melyre meghosszabbodott nyaka, farka és aránylag rövid lábai utalnak. Felszínesen hasonlít egy nothosauroideára. Ez a hasonlóság a konvergens evolúció eredménye, nem evolúciós rokonságon alapul.
A Hyphalosaurus közel áll a nagy, krokodilszerű Champsosaurushoz és a kisebb gyíkszerű Monjurosuchushoz. A legközelebbi rokona a kora kréta időszakban, Japánban élt hasonló felépítésű Shokawa ikoi.
A choristoderák olyan vízi hüllő kládot alkotnak, amely a krokodilokkal, teknősökkel, gyíkokkal és kígyókkal együtt túlélte a kréta–tercier kihalási eseményt. A choristoderák a miocén időszak során haltak ki.
2007-ben egy körülbelül 120 millió éves, kétfejű Hyphalosaurus fosszíliát fedeztek fel, ami a legrégebbi ismert példa a többfejűségre (a policephaliára).

## Galéria

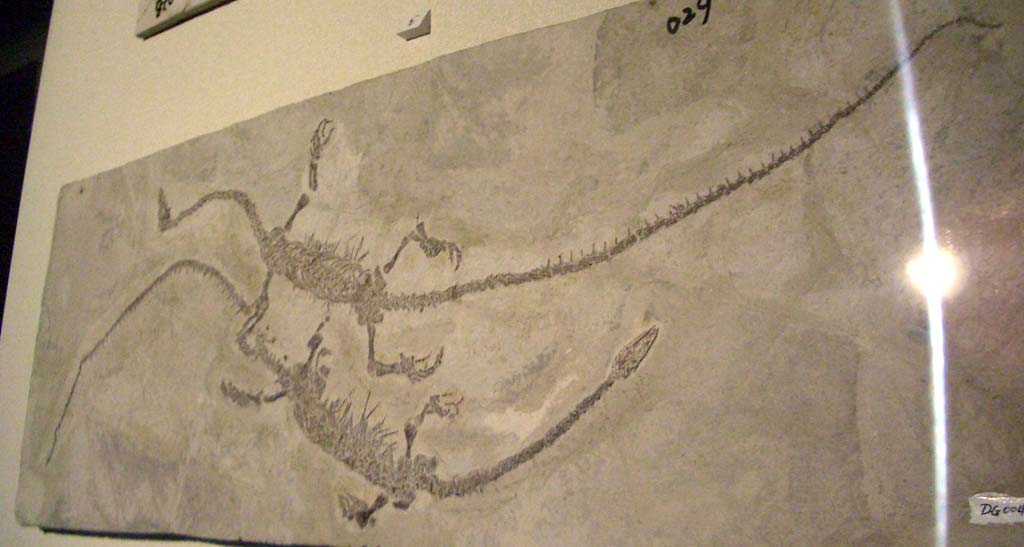
A Hyphalosaurus baitaigouensis fosszíliái a Hongkongi Tudomány Múzeumában.
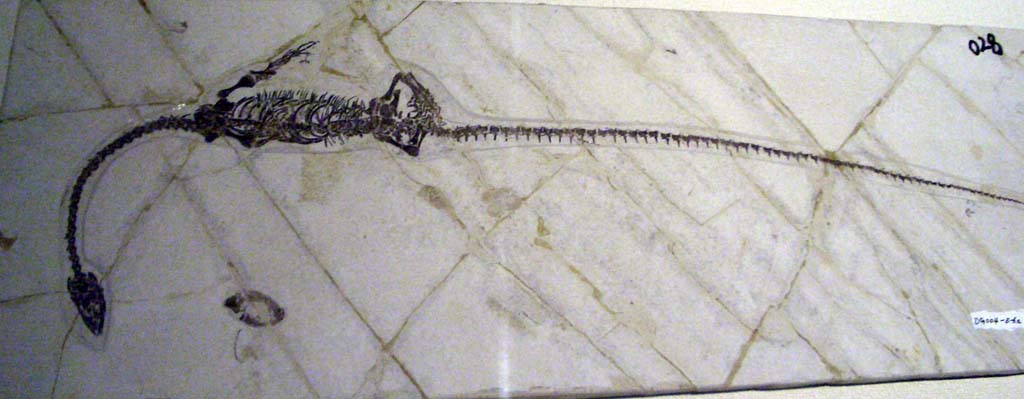
Egy Hyphalosaurus baitaigouensis fosszília a Hongkongi Tudomány Múzeumában.
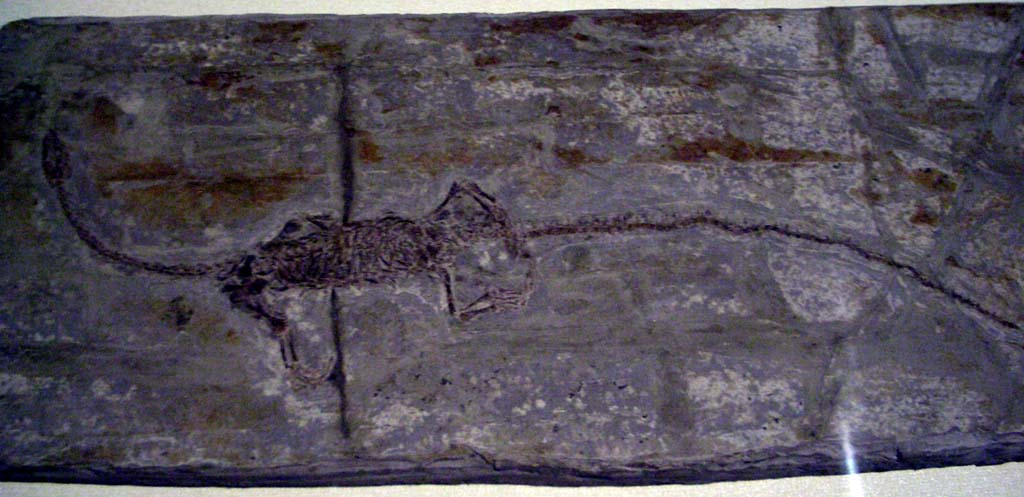
A Sinohydrosaurus, a Hyphalosaurus fiatal szinonimája, a Hongkongi Tudomány Múzeumának kiállításán.
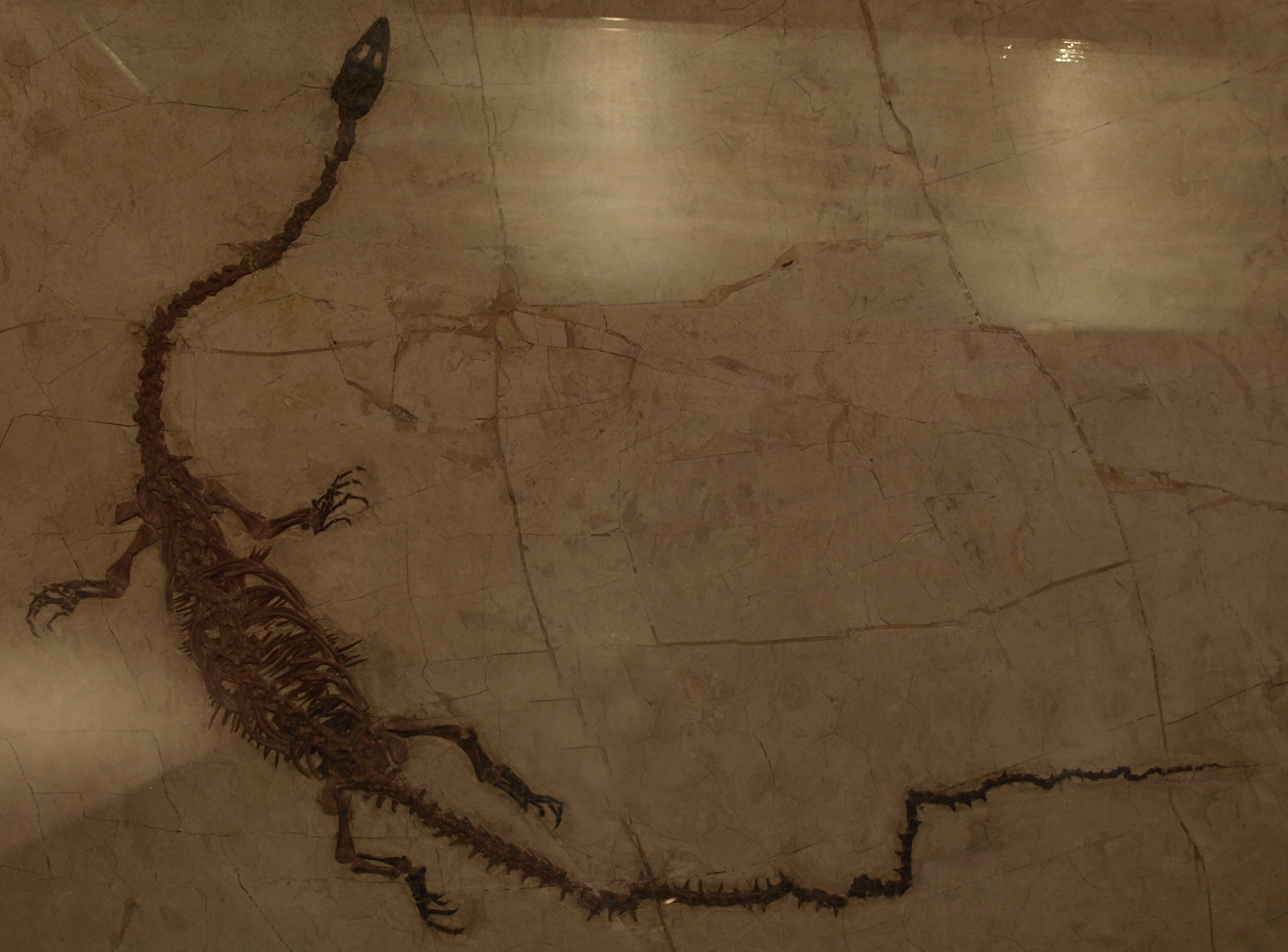
A Hyphalosaurus lingyuanensis egyik példánya a Kínai Őszoológiai Múzeumban.

## Fordítás
- Ez a szócikk részben vagy egészben a Hyphalosaurus című angol Wikipédia-szócikk ezen változatának fordításán alapul.  Az eredeti cikk szerkesztőit annak laptörténete sorolja fel. Ez a jelzés csupán a megfogalmazás eredetét és a szerzői jogokat jelzi, nem szolgál a cikkben szereplő információk forrásmegjelöléseként.